# ヤクブ・ベク

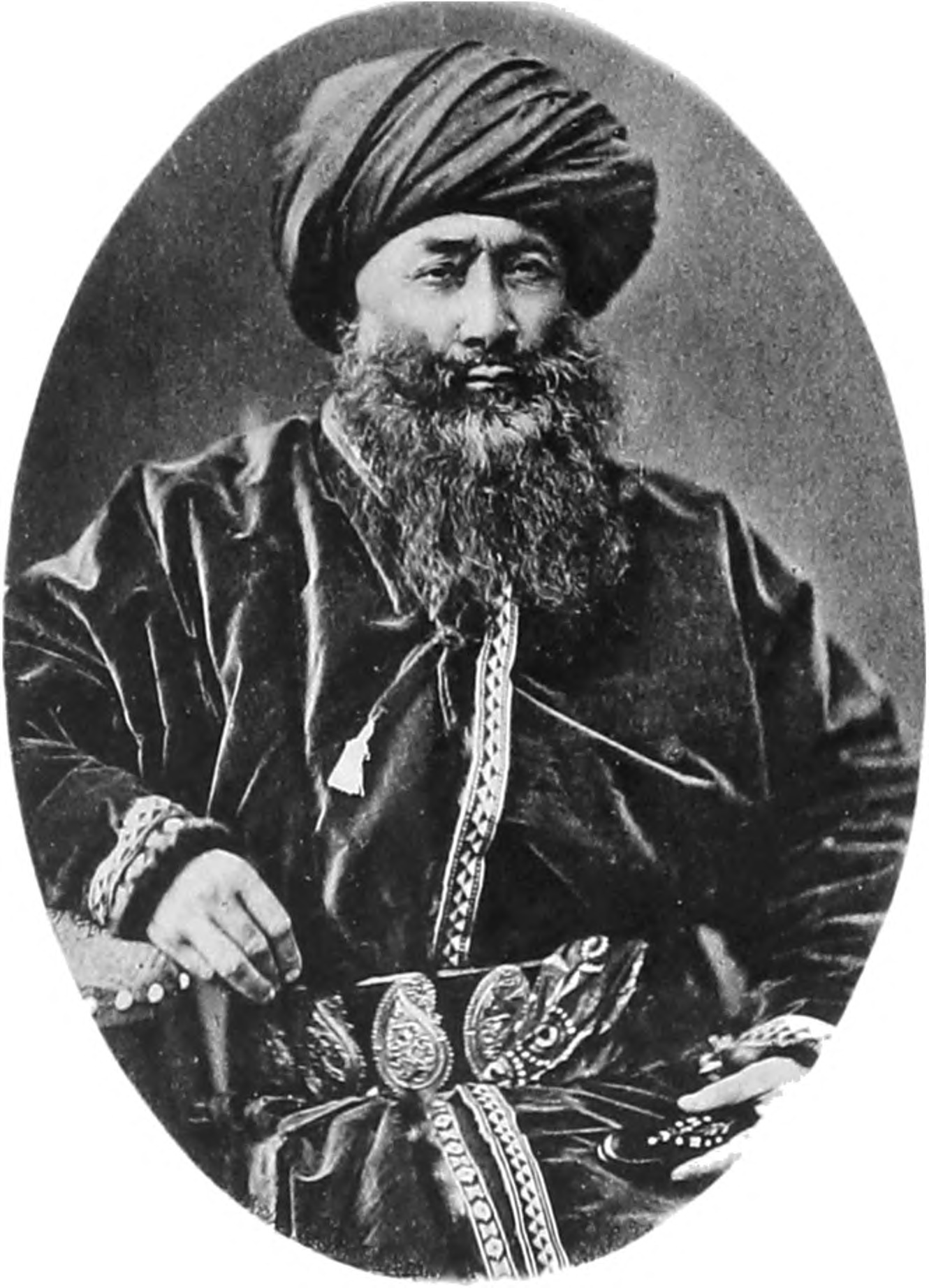
ヤクブ・ベク

ヤクブ・ベク（ウズベク語: Yoqub Bek / Яъқуб-бек、中国語: 阿古柏、1820年 - 1877年5月30日） は、コーカンド・ハン国出身のウズベク人軍人・指導者。イラン系のタジク人とする説もある。清末の混乱に乗じて東トルキスタンに入り、タリム盆地一帯を制圧した（ヤクブ・ベクの乱）が、左宗棠に討伐された。ヤークーブ・ベクとも表記される。

## 生涯
1864年、東トルキスタン各地のムスリムが清朝支配に対する大反乱（回民蜂起）を起こすと、コーカンド・ハン国の軍人であったヤクブ・ベクは翌年兵を率いてタリム盆地に入り、カシュガル、エンギシェールなどの清軍駐屯兵を破った。さらに1866年にはヤルカンド、ホータンを占領してタリム盆地西部を掌握し、1870年には東部のトルファン、さらには天山山脈を越えたウルムチをも攻略、翌年にはイリ地方も占領して、清朝の勢力を東トルキスタン主要部から追い落とした。
当時、イギリス帝国とロシア帝国は中央アジアの支配をめぐって角逐を繰り広げており（「グレート・ゲーム」も参照）、ヤクブ・ベクはイギリス領インドから大量の武器援助を受け、1874年にはイギリスと条約を結んでいる。英国はカシュガルに領事を常駐させた。この条約でヤクブ・ベクはカシュガルとヤルカンドのアミールと称したので、英語ではヤクブ・ベクの王国をカシュガル王国と呼ぶ。彼はまた西トルキスタンのブハラ・ハン国やトルコのオスマン帝国とも通交した。特にオスマン帝国とは、ヤクブ・ベクの政権に対するオスマン帝国の宗主権を認める代わりに武器の援助や軍事顧問の派遣を求める交渉を行い、オスマン帝国から正式にアミールに任じられるなどの一定の成果を得た。
ヤクブ・ベクは、イスラーム的な価値を重視・強調することで地元住民からの支持を得ようとした。その現れとして、東トルキスタンにおいてモスクや聖者廟に対する保護や寄進を盛んに行ったことが挙げられる。
1876年3月、清朝の欽差大臣左宗棠がドイツのテルゲ商会の協力もあり、8万9000の兵力を率いて粛州に進駐した。同年6月、ヤクブ・回軍と清軍は黒溝駅で衝突、ヤクブ・回軍は大敗した。ヤクブが死守しようとした古牧地、ウルムチ三城は陥落した。7月には清軍は天山北路の回軍をすべて制圧する。
冬を避けて翌年1877年、清軍はウルムチの東南の達坂城を攻撃、火攻めによって制圧した。
ヤクブ・ベク王国を英露の緩衝国とみなしていた英国もこの清の猛攻に驚き、ヤクブ側はサイード・ヤクブをロンドンに派遣した。サイード・ヤクブは、インド省のフォーサイスを通じて、ヤクブ・ベク王国は、ビルマと同様、清の宗主権を認める用意があると伝えた。同年6月、英国インド省のソールズベリはこれを受けて、清とヤクブ側との会談を準備したが、このときすでに清軍はトルファンを総攻撃していた。清朝廷でも、左宗棠と対立する海防派はイギリスの提案を受けるよう李鴻章に打電している。
ヤクブ・ベクはトルファン陥落を聞いて、5月30日にコルラにおいて服毒自殺したといわれる。ヤクブ・ベクの自殺情報がイギリスに届いたのは7月16日であった。

## ヤクブ・ベク没後の動向
劉錦棠軍は11月にカシュガルを制圧した。ロシアは露土戦争をはじめており、清軍の動向に対応できなかった。翌1878年、東トルキスタンは清朝によって再征服された。
1879年、清は9カ月にわたるロシアとの交渉の末、10月2日、リヴァディア宮殿で十八カ条条約（リヴァディア条約）に調印した。しかしこの条約はロシア側の意向に沿ったもので、イリ西部とイリ南部をロシアに割譲し、ハミ、トルファン、ウルムチなど7箇所にロシア領事館を設置し、さらにロシアとの免税貿易を許可するという内容だった。
清側では朝野の議論は沸騰し、左宗棠はロシアとの開戦を主張した。結局、外交を担当した崇厚は西太后によって死刑を宣告されたが、イギリスが清側にロシアを怒らせないようと崇厚死刑恩赦を進言、清はそれを受けて恩赦を決定する。
ロシア側は清との戦争を準備し、軍艦を黄海へ派遣し、他方、左宗棠はイリ攻撃作戦を練ったうえで1880年4月、粛州を出発、ハミにいたる。しかし、左宗棠は「京備顧問」として朝廷に戻され、ロシアとの和平交渉が開始され、1881年2月、イリ条約が締結された。